# Rio atmosférico

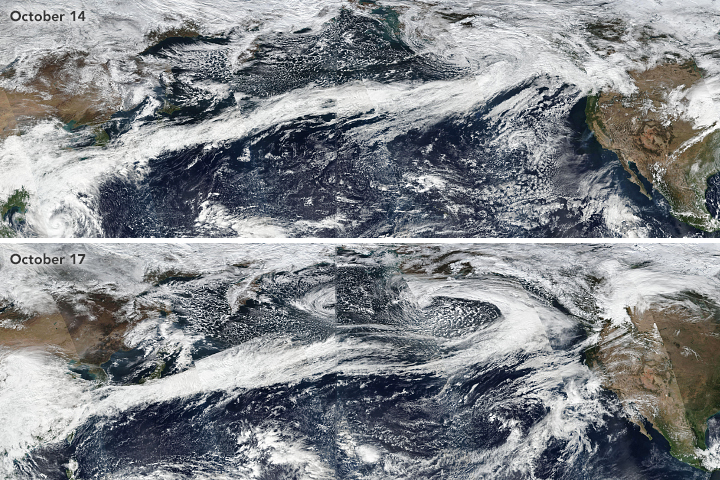
Imagens de satélite exibindo rio atmosférico atuando entre a Ásia e a América do Norte

Os rios atmosféricos,  também conhecidos como rios voadores ou rios aéreos, consistem em fluxos concentrados de vapor de água em médios e altos níveis da atmosfera. Embora se use a terminologia "rio" para o fenômeno, trata-se apenas de uma analogia; os rios atmosféricos são invisíveis e não tem margens claramente definidas, ao contrário do que é observado nos rios terrestres.

## Importância
Os rios atmosféricos têm um papel preponderante no ciclo hidrológico global. Todos os dias, os rios atmosféricos respondem por mais de 90% do transporte global de vapor de água no sentido meridional (norte-sul). Contudo, sua atuação recobre menos de 10% da circunferência da Terra.
Esses fluxos atmosféricos também são a principal causa de eventos de precipitação extrema que causam inundações severas e deslizamentos de encostas em muitas localidades, principalmente nos setores costeiros ocidentais do mundo, incluindo a costa oeste da América do Norte, Sudeste da América do Sul, Europa Ocidental, costa oeste do norte da África, Península Ibérica, Irã e Nova Zelândia. Igualmente, a ausência de rios atmosféricos em determinados períodos tem sido atribuída à ocorrência de secas em várias partes do mundo, incluindo África do Sul, Brasil, Espanha e Portugal.

## Rios atmosféricos na América do Sul

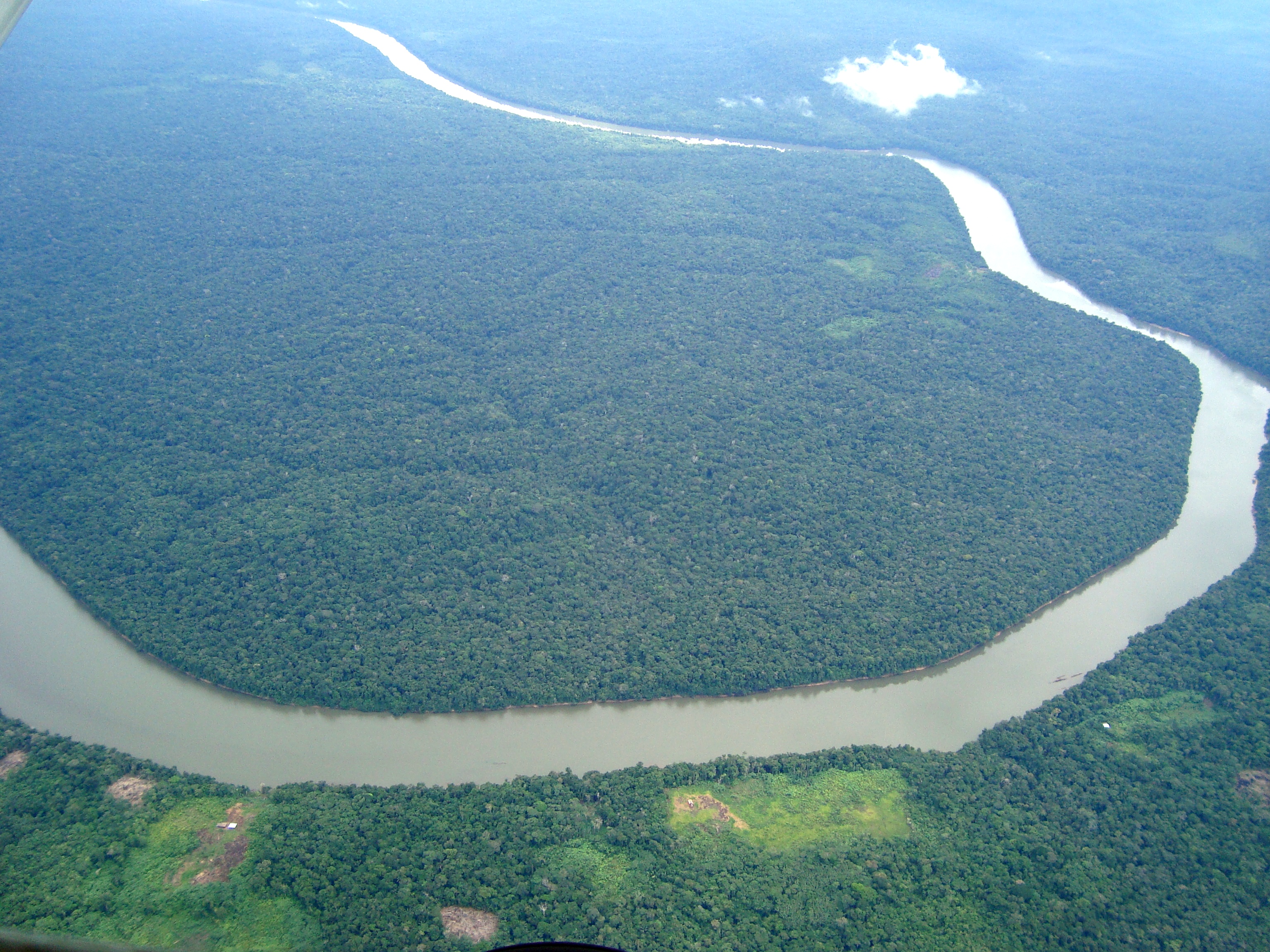
Fotografia aérea de parte da Floresta Amazônica, região de origem dos rios atmosféricos que atuam na América do Sul.

Na América do Sul, o fenômeno dos rios atmosféricos tem início a partir de certas regiões da Amazônia. Estes fluxos de ar saturado com vapor d'água são alimentados pela umidade fornecida pela floresta, transportando umidade e vapor de água advindos da evapotranspiração das árvores para outras regiões. No Brasil, normalmente estão relacionados ao registro de chuvas intensas e duradouras nas regiões sudeste, sul e centro-oeste.
A umidade evaporada a partir do Oceano Atlântico próximo à linha do equador é transportada pelos ventos alísios, formando nuvens capazes de causar muita precipitação. Quando chegam sobre a floresta amazônica, essas nuvens geram chuvas. Posteriormente, as árvores que absorveram essa água sofrem evapotranspiração, devolvendo para a atmosfera a umidade absorvida, na forma de vapor de água. Dessa forma, o mecanismo é retroalimentado e o ar continua sendo transportado até setores no entorno do estado brasileiro do Acre. Devido à presença da Cordilheira dos Andes, as massas de ar não  conseguem continuar no rumo em que seguiam (oeste), sendo desviadas no sentido sul, avançando assim sobre o leste da Bolívia e Paraguai, chegando posteriormente aos estados brasileiros de MT, MS, MG, SP, PR, SC, RJ e RS. Ao longo desse processo, essas massas de ar também causam precipitações significativas em trechos da porção oriental dos Andes centrais, dando origem a diversos rios da bacia amazônica.

### Capacidade
A vazão dos rios flutuantes é equivalente a vazão dos rios amazônicos, lançando cerca de 200 000 m3/s. Isso acontece porque uma árvore bombeia para a atmosfera mais de 300 litros de água, em um dia, sendo que uma árvore maior, pode evapotranspirar mais de 1 000 litros por dia. Imagina-se que haja 600 bilhões de árvores na Amazônia.

### Importância
A umidade levada para o sudeste e centro-oeste brasileiro garante a esta região capacidade para não se tornar um deserto, uma vez que outras regiões na mesma faixa subtropical são desertos, como o Australiano, Kalahari, Namíbia e o Atacama, localizados nas regiões próximas da latitude de 30° sul.